# Irena Świderska
Irena Świderska, po mężu Krawiec (ur. 9 października 1909 w Warszawie, zm. 7 stycznia 1996 w Trzciance) – polska lekkoatletka, reprezentantka Polski, medalistka akademickich mistrzostw świata (1935), wielokrotna mistrzyni Polski.

## Życiorys
Specjalizowała się w biegach sprinterskich; na 60 metrów, 100 m, 200 m, a także w średniodystansowych m.in. na 800 m, biegała w sztafetach 100 i 200 m. Uprawiała skok w dal oraz skok w dal z miejsca. Była zawodniczką AZS Poznań.
Reprezentowała Polskę na Światowych Igrzyskach Kobiet w 1934 (odpadła w eliminacjach biegu na 800 m) oraz akademickich mistrzostwach świata w 1935, gdzie zdobyła srebrny medal w biegu na 400 m i brązowy medal w sztafecie 4 x 100 m (z Ireną Segno, Marią Szajną i Stanisławą Walasiewicz).
Na mistrzostwach Polski seniorów na otwartym stadionie zdobyła dziewiętnaście medali, w tym pięć złotych, osiem srebrnych i sześć brązowych: w biegu na 800 m - złoto (3-krotnie), srebro oraz brąz; w sztafecie 4 × 200 m - złoto i 2-krotnie srebro; w biegu przełajowym - złoto i 2-krotnie srebro, w sztafecie 4 × 100 m i w biegu na 200 m - po jednym srebrnym medalu. Brązowe medale zdobyła w biegu na 60 m, 100 m i 80 ppł oraz w skoku w dal i w skoku w dal z miejsca.
Zdobywczyni czternastu medali na halowych mistrzostwach Polski w tym dziewięciu złotych, trzech srebrnych i dwóch brązowych: w biegu na 500 m - złoto (1933, 1934, 1936, 1938), srebro (1935, 1937);  skok w dal - złoto (1935, 1936, 1937); bieg na 50 m przez płotki - złoto (1937), srebro (1936); w sztafecie 4 × 50 m - złoto (1935, ponadto w 1934 zwyciężyła w sztafecie 4 x 50, ale konkurencja została rozegrana poza oficjalnym programem zawodów), brąz 1937; w skoku wzwyż brąz (1936).
Rekordy życiowe':
| Konkurencja         | Data i miejsce           | Wynik   |
| ------------------- | ------------------------ | ------- |
| bieg na 100 metrów  | 23 maja 1937, Poznań     | 13,30   |
| bieg na 200 metrów  | 11 lipca 1937, Bydgoszcz | 28,0    |
| bieg na 800 metrów  | 8 lipca 1934, Warszawa   | 2.22,8  |
| bieg na 1000 metrów | 19 marca 1933, Poznań    | 3.38,50 |
| skok w dal          | 23 lutego 1936, Przemyśl | 4,96    |